# Eduardo Sánchez Camacho
Eduardo Sánchez Camacho (* 17. September 1838 in	Hermosillo, Sonora; † 14. Dezember 1920 in Ciudad Victoria, Tamaulipas) war ein katholischer Bischof in Mexiko.

## Leben
Nach Ausbildung im Seminar von Culiacán empfing Sánchez Camacho 1860 die Niederen Weihen und 1862 die Priesterweihe. Seinem Heimatbischof, Pedro Loza y Pardavé, folgte er bei dessen Transferierung nach Guadalajara. Am dortigen Seminar wurde er zum Doktor der Theologie promoviert und als Professor tätig. Am 27. Februar 1880 ernannte ihn Papst Leo XIII. zum zweiten römisch-katholischen Bischof von Tamaulipas. Die Bischofsweihe erfolgte am 29. Juni 1880 in Guadalajara durch Erzbischof Pedro Loza y Pardavé. Ab Dezember 1880 wirkte Sánchez Camacho in Ciudad Victoria (Tamaulipas). 1882, 1883 und 1885 suchte er mit Diözesansynoden Bistum und Klerus zu reformieren.
Innerhalb des mexikanischen Episkopats erregten seine Lebens- und Amtsführung Anstoß, seine mangelnde Distanz gegenüber dem laizistischen Staat des Porfirio Díaz und seine Kritik am Marienkult von Guadalupe Ärgernis. Der Vatikan schickte mit Nicola Averardi (1843–1924), Titularbischof von Tarsus, einen Apostolischen Visitator nach Mexiko, der die insgesamt als beunruhigend beurteilte Lage der dortigen Kirche untersuchen und Abhilfe schaffen sollte, letztendlich aber scheiterte. Von Averardi gedrängt, legte Sánchez Camacho am 31. Mai 1896 mit folgendem Eklat sein Amt als römisch-katholischer Bischof nieder und zog sich auf das Landgut El Olvido bei Ciudad Victoria zurück. Zeitgenössische Versuche, eine mexikanische Nationalkirche altkatholischen Typs aufzubauen, begleitete er mit Sympathie, doch ohne in Mexiko eigene Bischofsweihen vorzunehmen und die Apostolische Sukzession weiterzugeben. Die angeblich 1899 durch Sánchez Camacho vorgenommene Konsekration des Amerikaners Edward Rufane Benedict Donkin (1871–1906) ist undokumentiert und zweifelhaft.
Sánchez Camacho starb am 14. Dezember 1920 und wurde auf dem städtischen Friedhof del Cero Morelos von Ciudad Victoria bestattet; Bischof Raymundo López Mateos OFM (1932–2000) ließ die Gebeine in die dortige Kathedrale transferieren.

## Hauptwerk
- Eduardo Sánchez Camacho: Ecos de la „Quinta del Olvido“. C. Victoria - Tamaulipas 1905-1906